# 최준길
최준길(崔駿吉, 1913년 8월 3일~1966년 11월 17일)은 대한민국의 교육자이자 정치인이다. 강원도 강릉 출신 본관[강릉최씨 참판공파] 장학사를 거쳐 강원도 교육감을 8년간 지냈으며, 제5대 국회의원 선거 때 무소속으로 명주군 지역(현재의 강릉) 민의원 의원에 출마, 당선되었다.

## 학력 및 경력
- 경성제일고등학교 졸업
- 대구사범학교 강습과 수료
- 조선공립보통학교 교사
- 강릉사범학교 교사
- 장학사
- 강원도 교육감
- 5대 국회(민의원) 의원

## 상훈
- 1960년 대한민국 녹조근정훈장

## 가족 관계
- 배우자: 김진정
- 장남: 최선오(배우자 김경희)
- 손자: 최기영(배우자 손줄리)
- 증손자: 최근율 최재헌

## 역대 선거 결과
|  | 24.15% |

|  | 7.98% |

## 참고 자료
- 최준길 - 대한민국헌정회